# Zračna luka Helsinki-Vantaa
Međunarodna zračna luka Helsinki-Vantaa je zračna luka u Finskoj. Najveća zračna luka u Finskoj može godišnje poslužiti oko 13,5 milijuna putnika i svrstava se kao četvrta po veličini u Skandinaviji. Od ljeta 2009. Blue1 izravno povezuje Dubrovnik i Split s Helsinkijem, dok Dubrovnik Airline povezuje Zagreb i Helsinki. Luka je središte Finske nacionalne kompanije Finnair.

## Zemljopisni položaj
Nalazi se 5 km od centra Vantaae, i 19 km od centra Helsinkija.

## Svojstva
- Javna zračna luka
- 3 asfaltne piste duljine 3.440, 3.060, 2.901 metara
- Glavna zgrada sastoji se od dva terminala podjeljenih u domaći i internacionalni promet.

## Vanjske poveznice
- Helsinki-Vantaa airport Službene stranice zračne luke Helsinki-Vantaa (engl.)